# Gianicolense
Gianicolense è il dodicesimo quartiere di Roma, indicato con Q. XII.
Il toponimo indica anche la zona urbanistica 16D del Municipio Roma XII di Roma Capitale.
È comunemente chiamato "Monteverde".

## Territorio
Il quartiere si trova nell'area ovest della città, dalle Mura gianicolensi fino a via del Casaletto e alla Valle dei Casali, compreso tra via Aurelia Antica e via Portuense, e confina:
- a nord con il quartiere Q. XIII Aurelio[1] e con il rione R. XIII Trastevere[2]
- a est con il quartiere Q. XI Portuense[3]
- a sud con il suburbio S. VII Portuense[4]
- a ovest con il suburbio S. VIII Gianicolense[5]

Il quartiere comprende diverse aree urbane: Monteverde Vecchio, Monteverde Nuovo, Ponte Bianco, Donna Olimpia, Porta Portese, Colli Portuensi e Nuovo Trastevere (l'unica area appartenente al Municipio Roma XI).
Il nome deriva dal colle Gianicolo, che è compreso nel rione di Trastevere, ma le cui propaggini occidentali corrispondono a Monteverde. Questo toponimo potrebbe fare riferimento al tufo di colore verde-giallognolo che veniva estratto dalle cave che un tempo costellavano la zona, analogamente al termine Mons Aureus, ossia Monte d'oro.

## Storia
Il quartiere è ricco di testimonianze storiche, essendo prossimo alla città antica, poiché sorgevano qui gli Orti di Cesare, numerosi luoghi di culto pagani ed alcune catacombe ebraiche e cristiane, tra cui quelle di Ponziano e di San Pancrazio, al di sotto dell'antichissima basilica omonima. Nell'antichità era attraversato dall'attuale via di Monteverde, che era un diverticolo della via Portuense, e il cui tratto iniziale è oggi individuabile nella via Parini, e dalla via Vitellia che collegava il Gianicolo con la costa tirrenica.
Nel seicento, dalla fusione di diverse vigne fu realizzata a nord del quartiere la villa Doria Pamphilj, oggi il parco pubblico più grande di Roma, al cui interno sorge il Casino progettato da Alessandro Algardi e che fu espropriato e poi aperto al pubblico nel 1972. L'area della villa, insieme col Vascello e porta San Pancrazio, fu teatro nel 1849 di cruente battaglie per la difesa della Repubblica Romana.
Sulla base del piano regolatore del 1909, nell'area più prossima alle Mura è avvenuta agli inizi del Novecento la prima espansione urbana di Monteverde Vecchio (via Carini e piazza Rosolino Pilo), caratterizzato da villini signorili con giardino, inclusi dal vigente piano regolatore nella "città storica". L'edificazione è poi proseguita durante il fascismo con le case popolari (soprannominate "i grattacieli") nella vallata di via di Donna Olimpia (occupata un tempo dal fosso di Tiradiavoli fino al Ponte Bianco, struttura ferroviaria inaugurata nel 1929), con l'ospedale del Littorio, oggi San Camillo, e con le palazzine sull'altro rilievo di Monteverde Nuovo, incentrato su piazza San Giovanni di Dio. Solo nel secondo dopoguerra è invece cominciata l'edificazione dei Colli Portuensi, in concomitanza con l'apertura dell'omonima strada come parte della via Olimpica.
Nella vasta spianata sotto il Ponte Bianco si apre il primo capitolo (Il Ferrobedò) di Ragazzi di vita, il celebre romanzo di Pier Paolo Pasolini, nel quale il ponte ritorna spesso come presenza funzionale e simbolica.
(Pier Paolo Pasolini, Ragazzi di vita)

### Stemma
Di verde alla testa di Giano bifronte d'oro.

## Monumenti e luoghi d'interesse

### Architetture civili
- Ospedale Carlo Forlanini, su via Bernardino Ramazzini. Edificio in stile barocchetto del XX secolo (1930-35).

Progetto dell'Ufficio Costruzioni Sanatoriali dell'INFPS con a capo Galbi Berardi.
- Villa Santucci Maraini, su via Bernardino Ramazzini. Edificio in stile liberty di inizio Ottocento. 41.862171°N 12.448685°E
- Villino Cirini, su via Ugo Bassi. Edificio in stile barocchetto del XX secolo (1920). 41.882246°N 12.464123°E

Progetto dell'architetto Quadrio Pirani.

### Architetture religiose
- Chiesa di Santa Maria del Carmine e San Giuseppe al Casaletto, su via del Casaletto.
- Basilica di San Pancrazio, su piazza San Pancrazio.
- Cappella di Santa Giuliana Falconieri, su piazza Francesco Cucchi.
- Cappella di Santa Maria della Consolazione, su piazza Ottavilla.

Cappella dei Padri Agostiniani scalzi. Luogo sussidiario di culto della parrocchia di San Pancrazio.
- Chiesa di Santa Maria Regina Pacis, su via Anton Giulio Barrili.
- Cappella del Preziosissimo Sangue, su via Francesco Domenico Guerrazzi.

Cappella della Curia generalizia del PIME. Luogo sussidiario di culto della parrocchia di Santa Maria regina pacis.
- Chiesa della Trasfigurazione di Nostro Signore Gesù Cristo, su piazza della Trasfigurazione.
- Chiesa di Santa Maria Madre della Provvidenza, su via di Donna Olimpia.
- Chiesa dei Santi Francesco e Caterina Patroni d'Italia, sulla circonvallazione Gianicolense.
- Cappella di Santa Teresa, su via Vincenzo Monti.

Cappella della Curia generalizia delle Suore Carmelitane Missionarie Teresiane. Luogo sussidiario di culto della parrocchia dei Santi Patroni d'Italia.
- Chiesa di Nostra Signora de La Salette, su piazza Madonna della Salette. Chiesa del XX secolo (1957-67).
- Cappella di Santa Maria della Provvidenza, su via della Nocetta.

Chiesa dell'Istituto omonimo, e luogo sussidiario di culto della parrocchia di Nostra Signora de La Salette'.
- Chiesa di San Giulio, su via Francesco Maidalchini.
- Chiesa di San Damaso, su largo San Vincenzo de Paoli. Chiesa del XX secolo (1956-69).
- Chiesa di Nostra Signora di Coromoto, su largo Nostra Signora di Coromoto.
- Chiesa di San Francesco di Sales a Via Portuense, su via Portuense.

Chiesa rettoria della parrocchia di Nostra Signora di Coromoto.

### Altro
- Ponte Bianco, ponte del XX secolo. 41.872335°N 12.460322°E

Ponte sulla ferrovia Roma-Viterbo costruito negli anni venti e sul quale scorre la circonvallazione Gianicolense. Le ringhiere riportano teste di leone e fasci littori.

### Siti archeologici
- Sepolcri di via Ravizza, su via Giuseppe Ravizza. Sepolcro del II secolo. 41.869799°N 12.462036°E
  - Tomba dell'airone. Presenta affreschi con quattro volatili, un airone, un pavone, un'anatra e tre cavalli marini.[10]
  - Tomba di Epinico. Detta anche Ipogeo di Epinico o Ipogeo di Epinico e Primitiba.[11]

### Aree naturali
- Parco di Villa Doria Pamphilj, sulla via Aurelia Antica. Villa del XVII secolo.[12]
Internamente alla villa si trovano alcuni edifici:
  - Casino del Bel Respiro. Edificio del XVII secolo (1644-52). 41.887937°N 12.450519°E
Edificio dell'architetto/scultore Alessandro Algardi, con la collaborazione di Giovanni Maria Baratta. Decorazioni interne di Giovanni Francesco Grimaldi.
  - Casale di Giovio, sulla via Aurelia Antica. Casale medioevale. 41.88775°N 12.434332°E
  - Fontana del Lago. Fontana del XVII secolo. 41.886973°N 12.44495°E
  - Cappella dei Pamphilj. Cappella funeraria in stile neomedievale del XIX-XX secolo (1896-1902). 41.885608°N 12.450807°E
Progetto dell'architetto Edoardo Collamarini su commissione del principe Alfonso Doria Pamphili Landi che volle una cappella per accogliere «le spoglie del padre e del fratello», che risultasse «pari all'entità dei patrimoni lasciati da costoro, rispondesse all'altezza del nome della famiglia ed alla sontuosità della villa, ed a un tempo riuscisse un lavoro ragguardevole sotto il lato artistico».
  - Arco dei Quattro Venti. Arco del XIX secolo (1856-59). 41.886741°N 12.456334°E
Progetto dell'architetto Andrea Busiri Vici. Ricostruzione del casino dei Quattro Venti, andato distrutto nei combattimenti del 1849.
- Parco di Villa Baldini, sul largo Alessandrina Ravizza. Villa settecentesca. 41.871779°N 12.450486°E
- Villa Flora, su via Portuense. Villa del XIX secolo. 41.855915°N 12.4434°E

Da documenti ottocenteschi e novecenteschi l'area è nota come Villa Signorini. È costituita da un casino nobile, di forme eclettiche ispirate a modelli neomedievali e neorinascimentali, con torre provvista di bifore e merli.

## Istituzioni
- Istituto nazionale per le malattie infettive "Lazzaro Spallanzani", in via Portuense.
- Azienda Ospedaliera San Camillo-Forlanini, in piazza Carlo Forlanini.

## Cultura

### Musei
- Museo internazionale del cinema e dello spettacolo, su via Portuense.
- Museo anatomico Eugenio Morelli, su piazza Carlo Forlanini.

### Teatro
- Teatro Vascello, su via Giacinto Carini.
- Teatro Verde, sulla circonvallazione Gianicolense.

## Geografia antropica

### Urbanistica
Nel territorio del Gianicolense si estendono le seguenti zone urbanistiche: l'omonima 16D, gran parte della 16A Colli Portuensi e l'intera 16X Villa Pamphili.

### Odonimia
Le strade fanno riferimento a diversi ambiti: eroi del Risorgimento nella parte nord di Monteverde Vecchio, dentro il parco di villa Doria Pamphilj e a Porta Portese; poeti e scrittori nella parte sud di Monteverde Vecchio e a Porta Portese; architetti nella parte ovest di Monteverde Vecchio; medici e benefattori a Monteverde Nuovo e ai Colli Portuensi; latinisti ai Colli Portuensi; matematici e fisici a Nuovo Trastevere; donne all'interno del parco di villa Doria Pamphilj; diplomatici e personaggi storici.

## Infrastrutture e trasporti
La stazione di Roma Trastevere è il principale nodo ferroviario a servizio del quartiere; inaugurato nel 1911 in sostituzione dell'originario impianto, è il quarto scalo di Roma per numero di passeggeri e vi fermano i servizi suburbani FL1, FL3 e FL5. L'altra stazione del territorio è Quattro Venti.
Il quartiere è attraversato da due linee di tram: il 3 (ripristinato nell'agosto 2016) fa capolinea alla stazione Trastevere e lo collega con Testaccio, Piramide e Colosseo, mentre l'8 fa capolinea al Casaletto e lo collega con piazza Venezia.
|  | È raggiungibile dalla stazione di Roma Trastevere. |

|  | È raggiungibile dalle stazioni di Roma Trastevere e Quattro Venti. |

|  | È raggiungibile dalla stazione di Roma Trastevere. |

## Galleria d'immagini

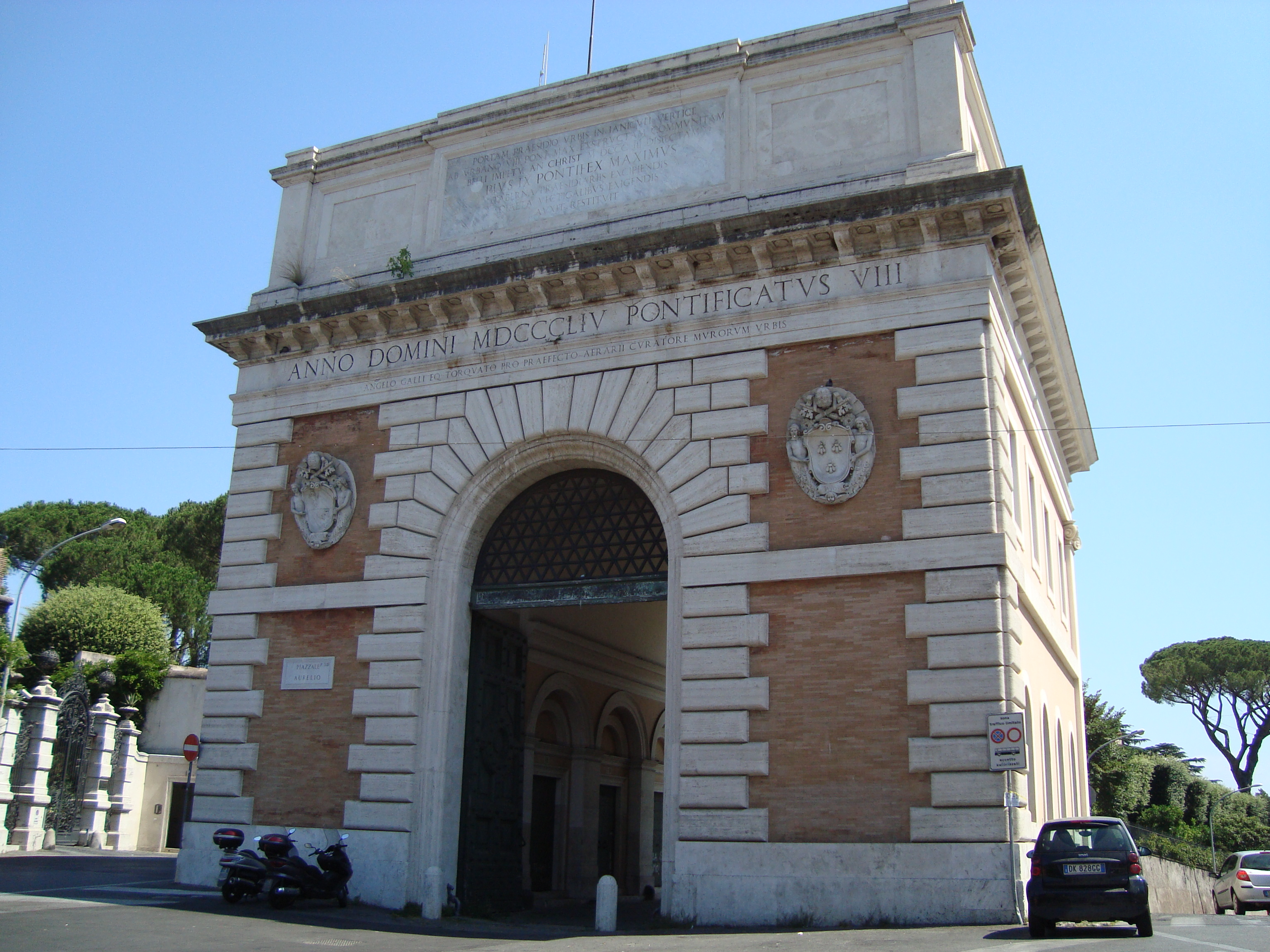
Porta San Pancrazio
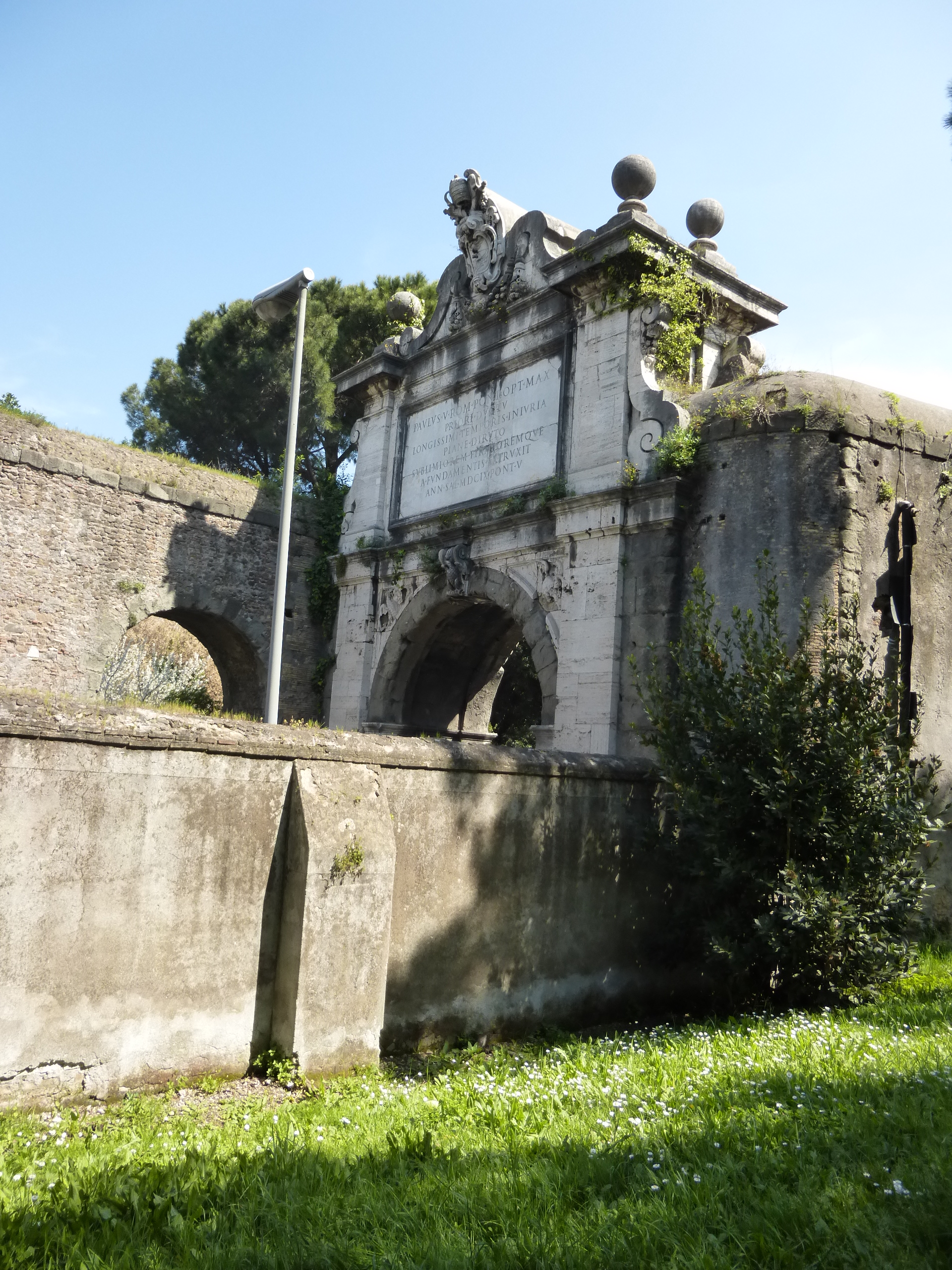
Arco di Paolo V su via Aurelia Antica
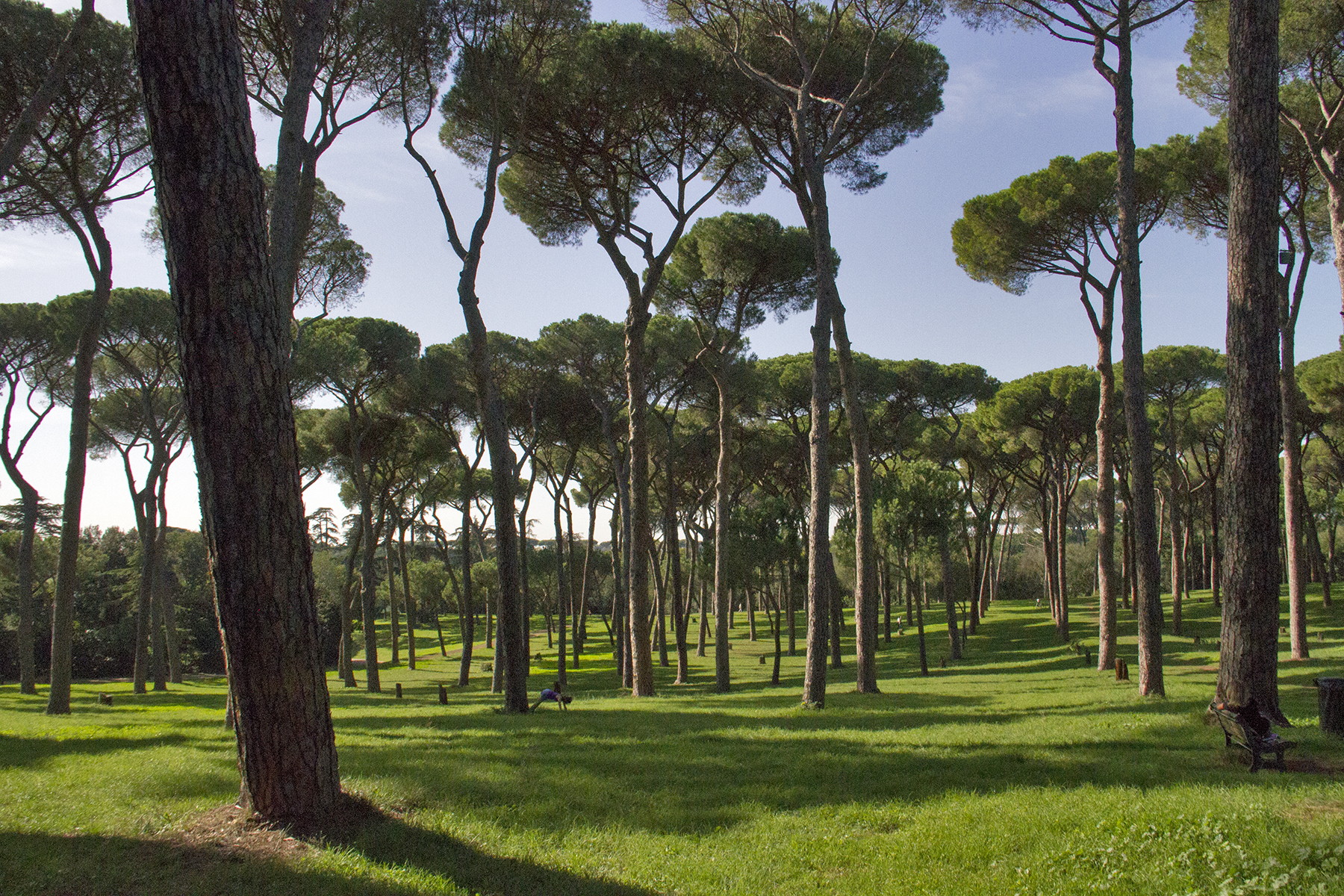
Villa Doria Pamphilj
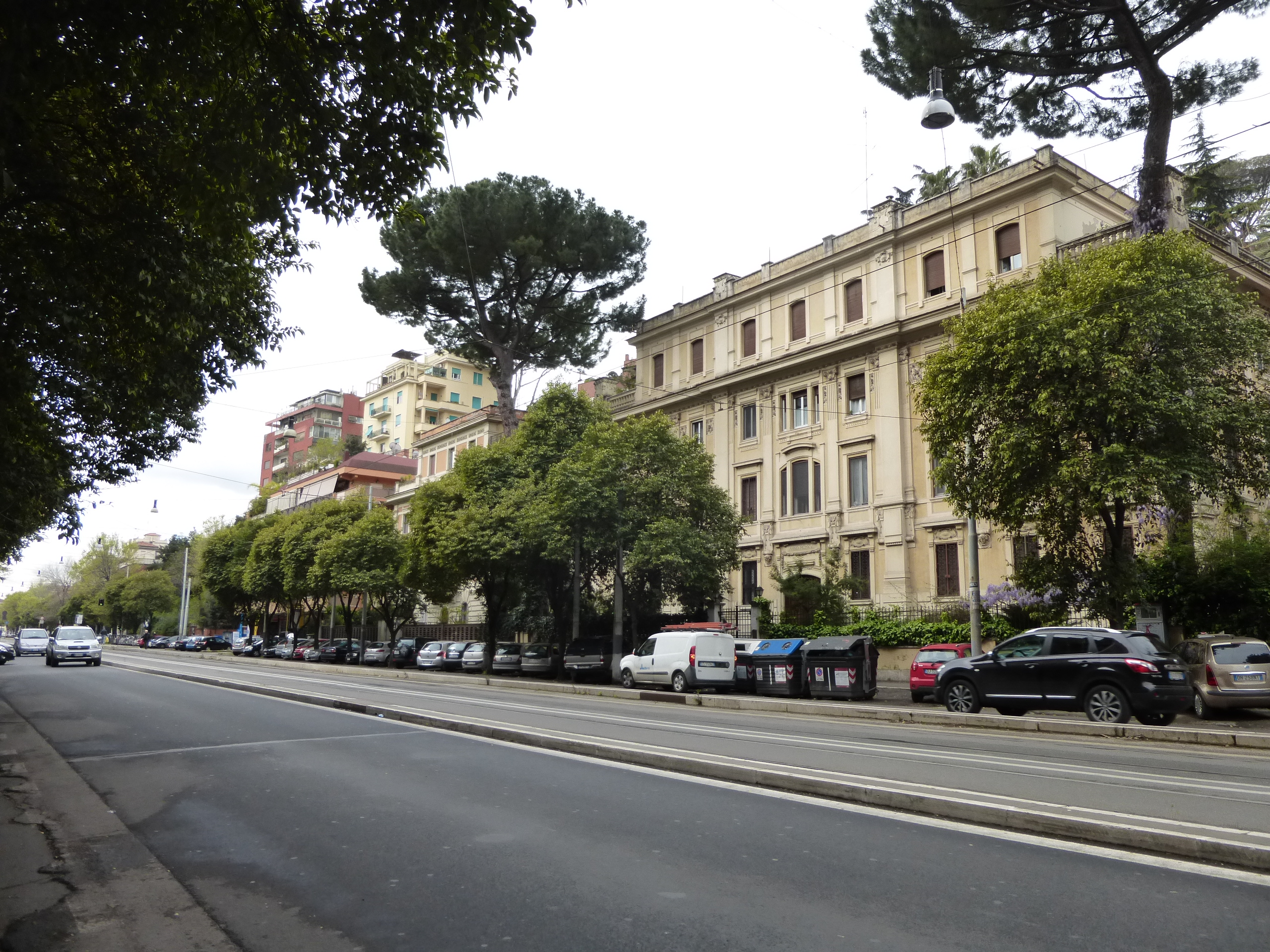
Viale Trastevere
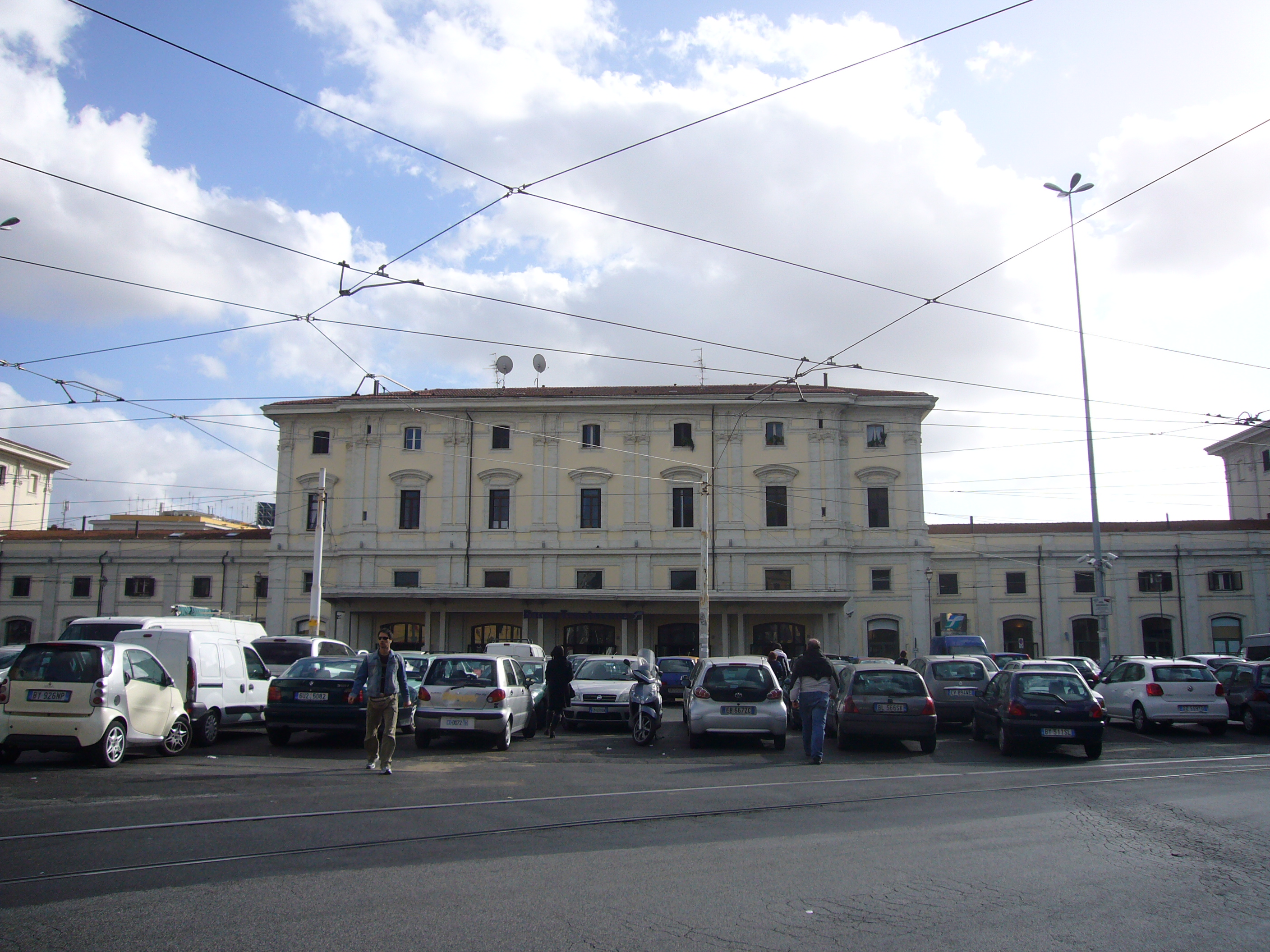
Stazione Trastevere (esterno)
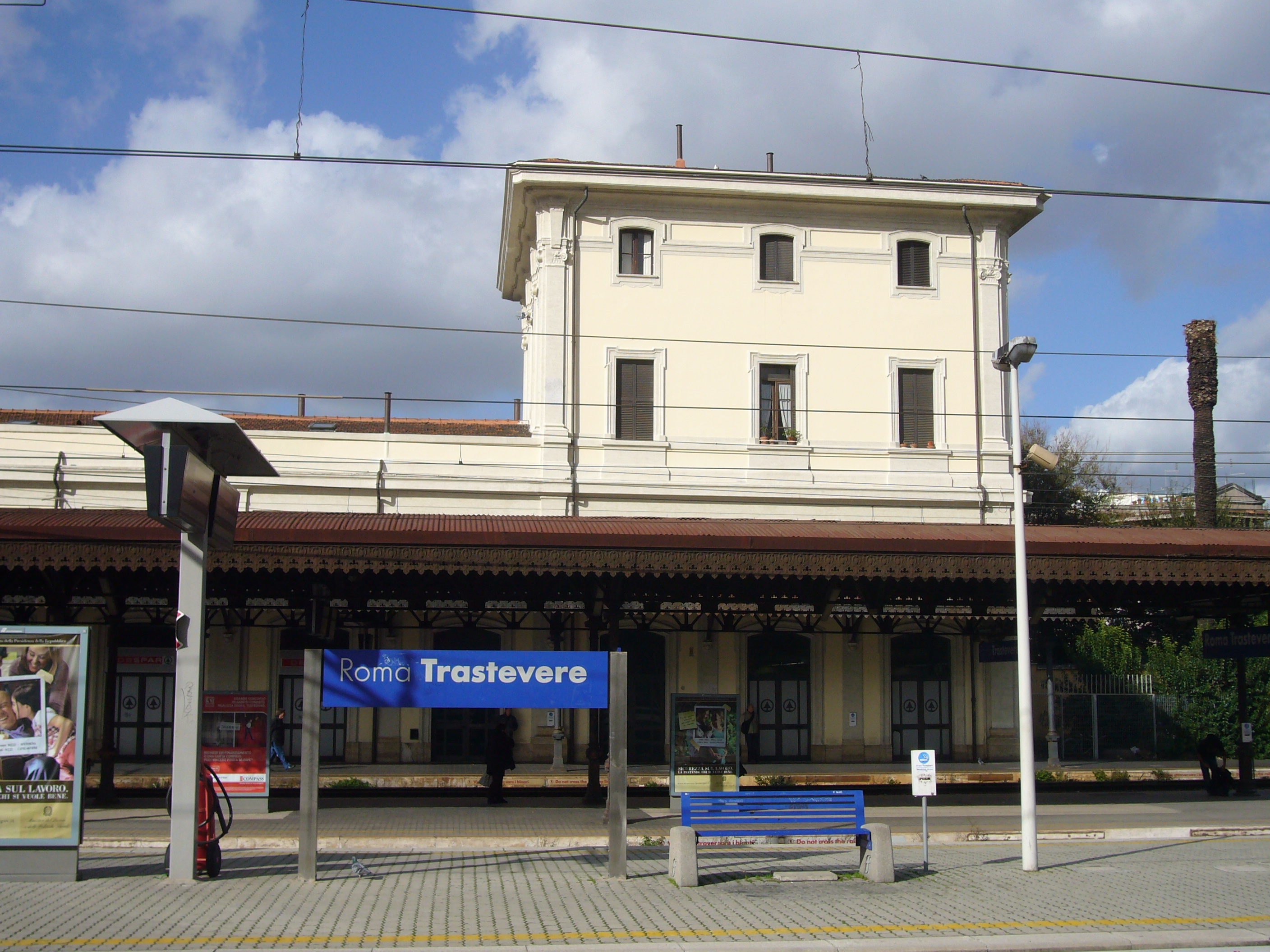
Stazione Trastevere (interno)
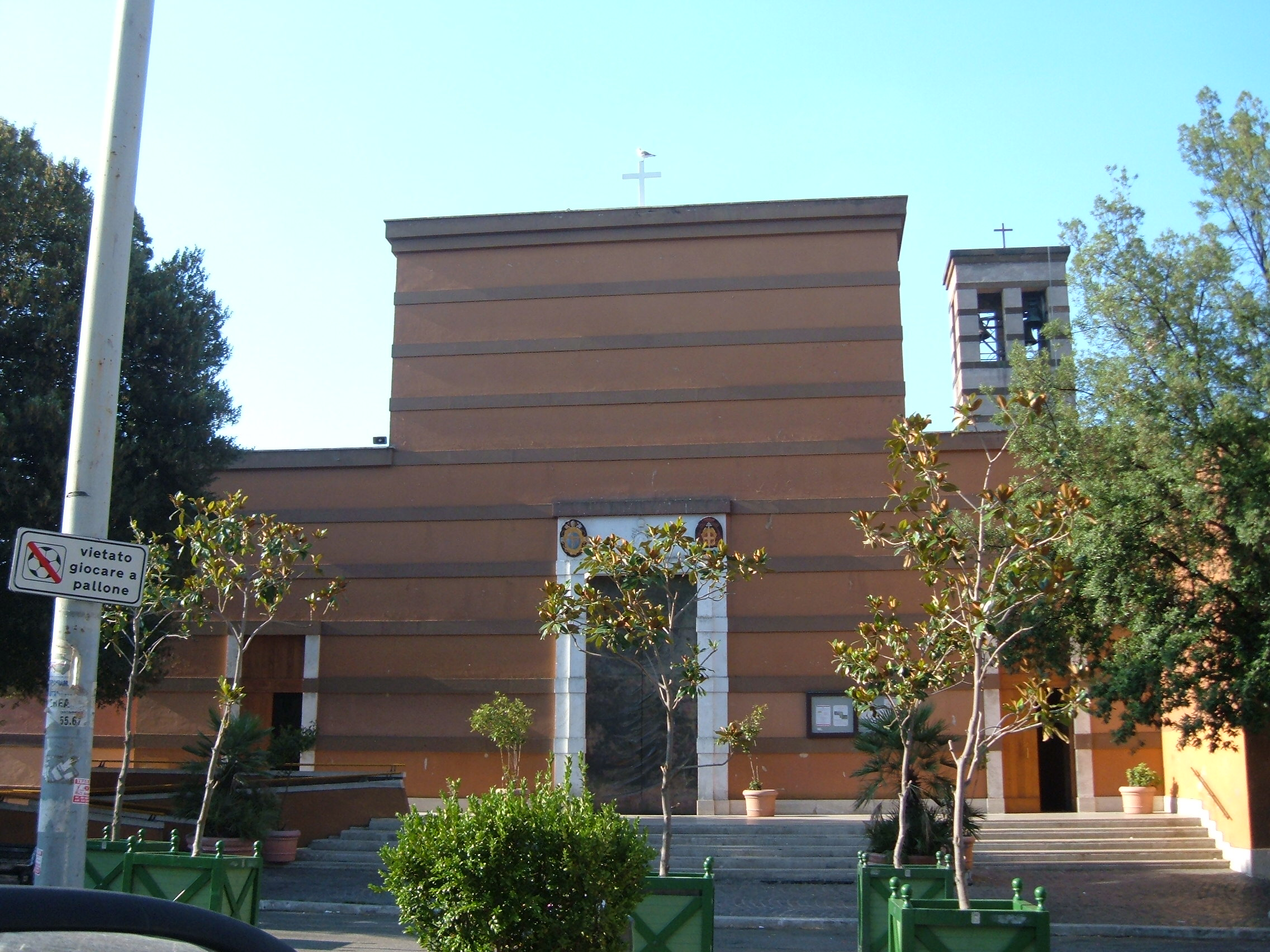
Chiesa della Trasfigurazione
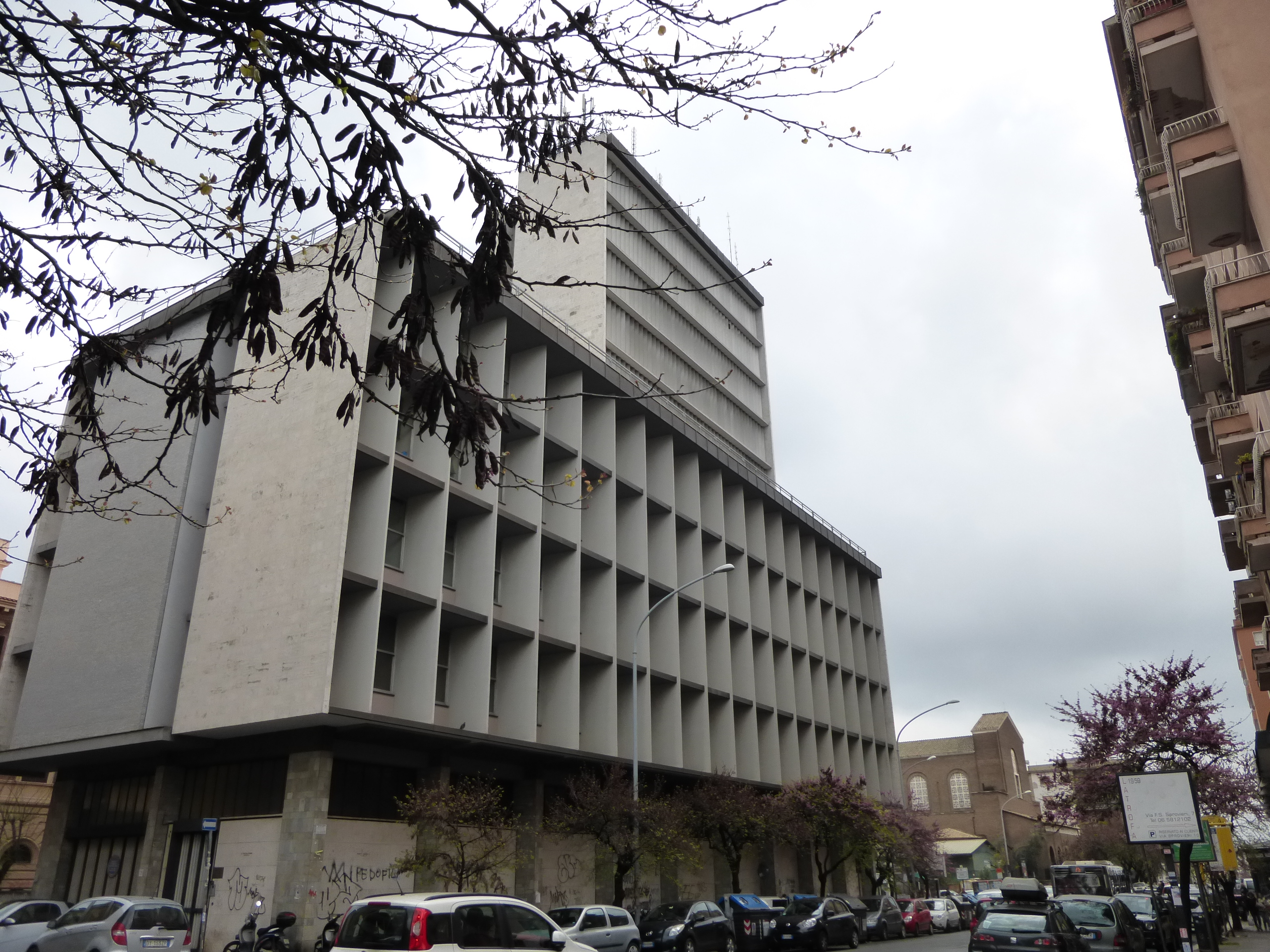
Palazzo ACEA in via Carini
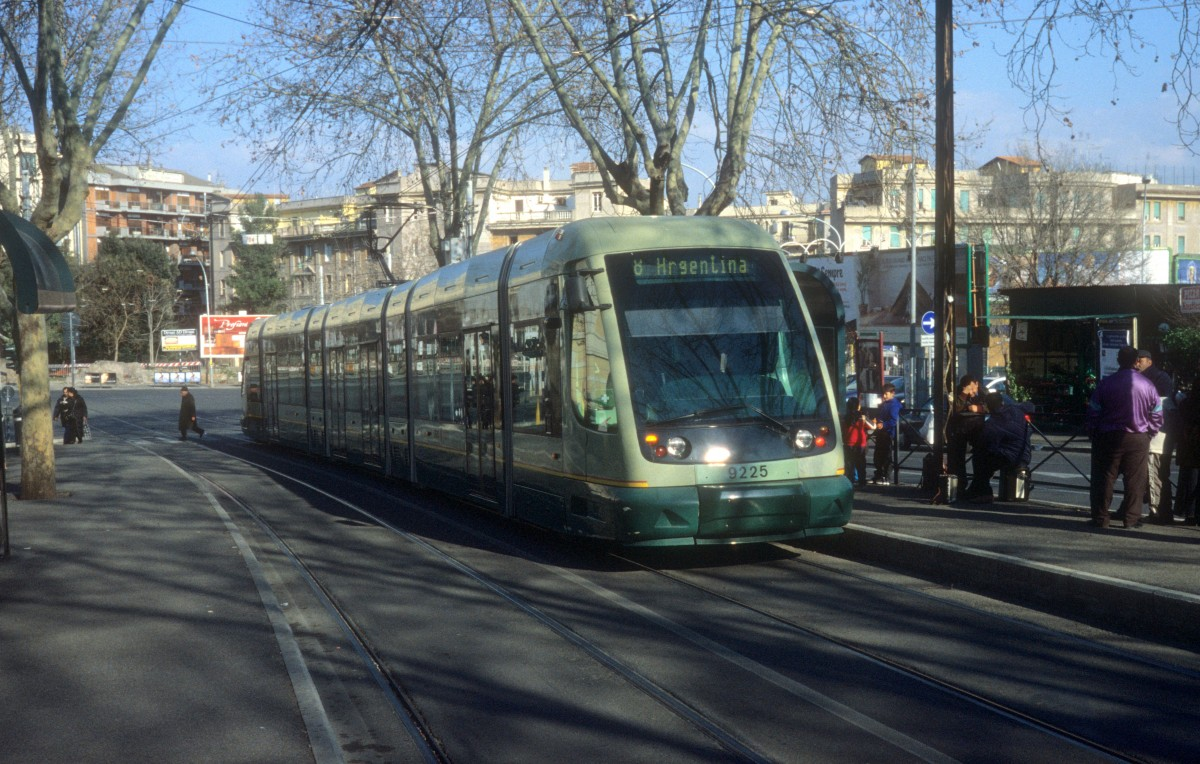
Tram 8 sulla circonvallazione Gianicolense
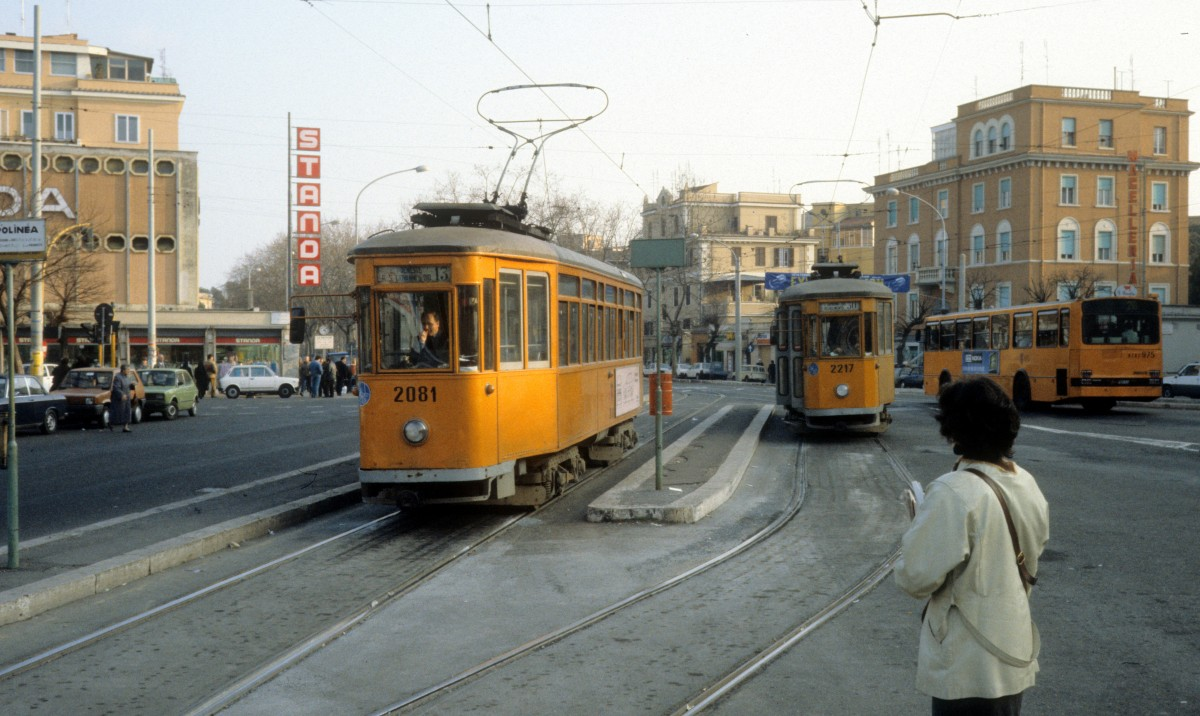
Piazza San Giovanni di Dio nel 1989